# Danh sách đảo biển Hoa Đông

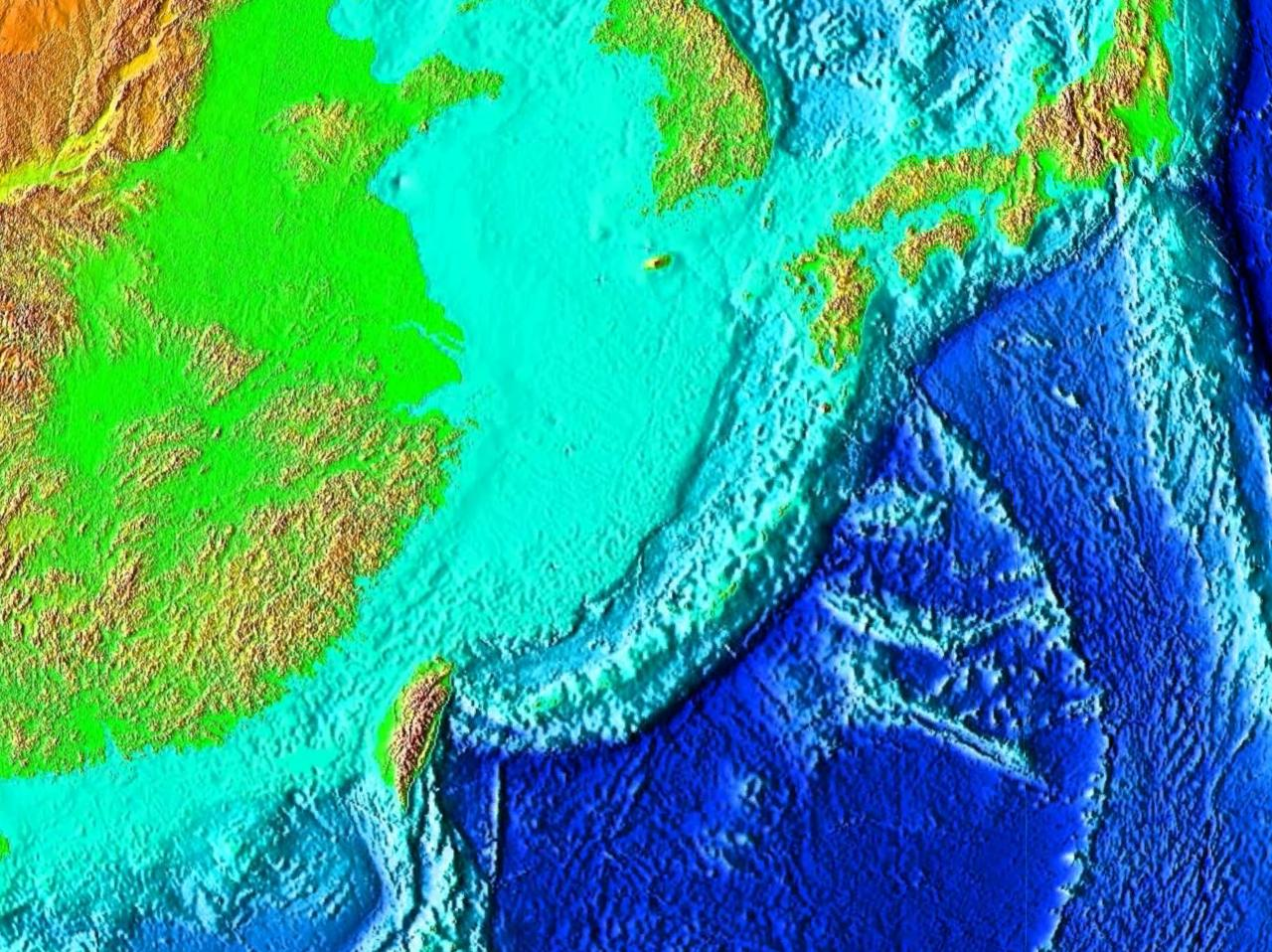
Biển Hoa Đông

Dưới đây là danh sách đảo trong biển Hoa Đông:
- Quần đảo Mã Tổ (29,61 km²)
  - Đảo Bắc Can
    - Đảo Cao Đăng
    - Đảo Đại Khâu (大坵)
    - Đảo Lượng
    - Đảo Tiểu Khâu (小坵)
    - Đảo Vô Danh (無名島)
    - Đảo Tiểu Đầu (峭頭)
    - Đảo Tiến (進嶼)
    - Đá Lãng (浪岩)
    - Đảo Tam Liên (三連嶼)
    - Đảo Trung (中島)
    - Đảo Bạch Miếu (白廟)
    - Đảo Lão Thử (老鼠)
    - Đảo Rùa (亀島)

  - Đảo Nam Can
  - Đảo Đông Dẫn
    - Đảo Tây Dẫn (西引島)
    - Đảo Trung Trụ (中柱)
    - Đá Song Tử (雙子礁)

  - Cử Quang
    - Đảo Đông Cử/Đảo Đông Khuyển (東莒/ 東犬)
    - Đảo Tây Cử/Đảo Tây Khuyển (西莒/ 西犬)
    - Yongliou
- Quần đảo Nansei (4.597,68 km²—không tính quần đảo Daitō)
  - Quần đảo Satsunan
    - Quần đảo Ōsumi:
      - Tanegashima, Yakushima, Kuchinoerabu-jima, Mageshima
      - Takeshima, Iōjima (Kagoshima), Kuroshima

    - Quần đảo Tokara: Kuchinoshima, Nakanoshima (Kagoshima), Gajajima, Suwanosejima, Akusekijima, Tairajima, Kodakarajima, Takarajima
    - Quần đảo Amami: Amami Ōshima, Kikaijima, Kakeromajima, Yoroshima, Ukeshima, Tokunoshima, Okinoerabujima, Yoronjima

  - Ryūkyū-shotō
    - Quần đảo Okinawa: Okinawa (đảo), Đảo Kume, Iheya, Izena Island, Đảo Aguni, Iejima, Iwo Tori Shima (Iōtorishima)
      - Quần đảo Kerama: đảo Tokashiki, đảo Zamami, đảo Ak, đảo Geruma

    - Quần đảo Sakishima
      - Quần đảo Miyako: Miyako-jima, Ikema Island, Ōgami, Irabu, Shimoji-shima, Kurima-jima, Minna Island (Tarama, Okinawa), Tarama, Okinawa
      - Quần đảo Yaeyama: Iriomote-jima, Đảo Ishigaki, Taketomi, Kohama, Kuroshima, Okinawa, Aragusuku, Hatoma, Yubujima, Hateruma, Yonaguni (đảo)
- Quần đảo Senkaku (7 km²)
  - Uotsurijima, Kuba Jima, Taisho Jima, Kita Kojima, Minami Kojima, Oki-no-Kita-Iwa, Oki-no-Minami-Iwa, Tobise
- Quần đảo Chu Sơn (1.440,12 km²)
  - Đảo Chu Sơn
  - Đảo Đại Sơn
  - Đảo Lục Hoành (六横岛)
  - Đảo Kim Đường (金塘岛)
  - Đảo Châu Gia Tiêm (朱家尖岛)
  - Đảo Cù Sơn/Đảo Đại Cù (衢山岛/大衢岛)
  - Phổ Đà sơn
- Đảo Jeju (1.849 km²)
  - Marado
- Đảo Bành Giai (1,14 km²)
- Đảo Miên Hoa và đá Pingfong
- Đảo Hoa Bình

Tổng diện tích đất: 7.924,55 km²